# Kadéï
Der Kadéï, manchmal auch Kadey, ist ein Fluss im zentralen Afrika. Er ist einer der Quellflüsse des Sangha.

## Verlauf

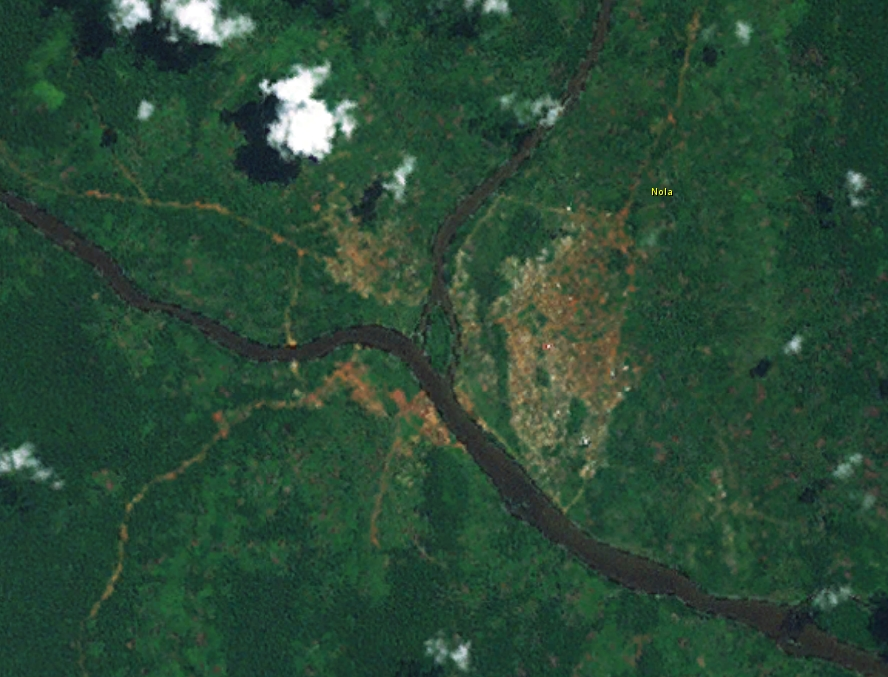
Zusammenfluss des Kadéï (links) und des Mambéré (oben)

Er entspringt in der Stadt Garoua-Boulaï in Kamerun, direkt an der Grenze zur Zentralafrikanischen Republik. In seinem Oberlauf bildet er auch auf einer Länge von etwa 100 km die Grenze zwischen den beiden Ländern, wo er das Wasser einer Vielzahl kleinerer Flüsse aufnimmt. Anschließend fließt er etwa 250 km durch die Provinz Est, bevor er bei Gamboula die Grenze zur Zentralafrikanischen Republik überschreitet. Nach etwa 100 weiteren Kilometern vereinigt er sich bei Nola mit dem Mambéré und bildet dadurch den Sangha.

## Zuflüsse
- Boumba
- Dournó[3]

## Hydrometrie
Durchschnittliche monatliche Durchströmung des Kadéï gemessen an der hydrologischen Station in Pana, etwa 150 km oberhalb des Zusammenflusses mit dem Mambéré in m³/s (1965–1980).
- Diagrammdaten:
- Definition |
- Rohdaten |
- Hilfe